# Ewo
Ewo   este un oraș  în  partea de nord-vest a Republicii Congo,  centru administrativ al departamentului  Cuvette-Ouest.